# Dixie (Oregon, Baker megye)
Dixie az Amerikai Egyesült Államok északnyugati részén, Oregon állam Baker megyéjében elhelyezkedő önkormányzat nélküli település.
A Burnt folyó és a Dixie-patak találkozásánál fekvő helység nevét azért kapta, mert a térségben számos, az USA déli államaiból (becenevükön Dixie) érkező aranybányász megfordult. A posta 1913 és 1924 között működött.

## Fordítás
- Ez a szócikk részben vagy egészben  a   Dixie, Baker County, Oregon című angol Wikipédia-szócikk ezen változatának fordításán alapul.  Az eredeti cikk szerkesztőit annak laptörténete sorolja fel. Ez a jelzés csupán a megfogalmazás eredetét és a szerzői jogokat jelzi, nem szolgál a cikkben szereplő információk forrásmegjelöléseként.